# On the Night
On the Night is là album thu trực tiếp của ban nhạc rock Dire Straits đến từ Vương quốc Anh, được phát hành sau album Alchemy và album Live At The BBC. Album này đã được phát hành vào năm 1995 nhưng được ghi âm từ trước đó khá lâu. Album này có khá nhiều bài nổi tiếng của ban nhạc, bao gồm cả bài "Walk Of Life" and "Money For Nothing". "On The Night" là một album tuyển chọn từ hai buổi biểu diễn khác nhau trong chuyến lưu diễn On Every Street.
Chúng ta có thể nhận thấy trình độ điêu luyện của những thành viên ban nhạc và album này cũng thể hiện những kỹ năng tuyệt vời nhất của nhạc công Paul Franklin, chơi pedal steel và những đoạn sô lô saxophone của Chris White's. Hai nhạc công này trước đây cũng tham gia album On Every Street; On The Night và tài năng của họ đã toả sáng lên từ đó.

## Danh sách các bài hát trong album
1. "Calling Elvis"
2. "Walk of Life"
3. "Heavy Fuel"
4. "Romeo and Juliet"
5. "Private Investigations"
6. "Your Latest Trick"
7. "On Every Street"
8. "You and Your Friend"
9. "Money For Nothing"
10. "Brothers in Arms"

### Tham gia
- Mark Knopfler - ghi ta, hát
- John Illsley - ghi ta bass, hát
- Alan Clark - keyboard
- Guy Fletcher - keyboards, hát
- Danny Cummings - bộ gõ, hát
- Paul Franklin - pedal steel, ghi ta
- Phil Palmer - ghi ta, hát
- Chris White - saxophone, kèn flute, hát
- Chris Whitten - trống